# Tetracymbaliella comptonii
Tetracymbaliella comptonii là một loài Rêu trong họ Geocalycaceae. Loài này được (Pearson) Grolle mô tả khoa học đầu tiên năm 1963.